# مدثر عبد الرحيم
مدّثر عبد الرحيم الطيّب من مواليد الدامر في السودان عام 1932، هو أستاذ ورئيس لجنة حقوق الإنسان في الجامعة الإسلامية في ماليزيا (UIM). شغلَ منصب أستاذ العلوم السياسية والدراسات الإسلامية في عددٍ من الجامعات والكليات من عام 1997 إلى عام 2013. درّس في وقت في مختلف جامعات العالم بما في ذلك جامعة مانشستر، جامعة تمبل، جامعة محمد الخامس، جامعة ماكيريري، جامعة بايرو كانو ثم جامعة الخرطوم.
بدأ تدريس العلوم السياسية في جامعة الخرطوم في تموز/يوليو من عام 1958 ثم أصبح المؤسس ورئيس قسم العلوم السياسية في الجامعة في الستينات.
شغل منصب سفير السودان لدى عددٍ من الدول مثل السويد، النرويج، الدنمارك ثم فنلندا كما شغل منصب سفير اليونسكو عام 1974-75 وكان أيضًا كبير خبراء العلوم الاجتماعية في قسم البحوث وتنمية الموارد في طنجة بدولة المغرب من عام 1971 إلى عام 1973. حصل كذلك على منصب نائب مستشار جامعة أم درمان الإسلامية في الفترة من عام 1988 إلى عام 1991 وتأسست في عهده كليات الطب والهندسة والزراعة.:6
شاركَ كمندوب لدى الجمعية العامة للأمم المتحدة في الستينات كما شارك في المناقشات التي أدت إلى اعتماد الاتفاقية الدولية للقضاء على جميع أشكال التمييز العنصري عام 1965 هذا فضلا عن العهد الدولي الخاص بالحقوق الاقتصادية والاجتماعية والثقافية عام 1966 ثم العهد الدولي الخاص بالحقوق المدنية والسياسية في نفس العام. شارك بحلول عام 1967 في صياغة البيان الثالث لليونسكو بشأن العنصر النسوي والتحيز العنصري. يُعدّ العضو المؤسس والأمين العام للجنة الوطنية لحقوق الإنسان السودانية والتي أُنشئت في الخرطوم في عام 1967. حصل مدتر على الوسام الملكي الأردني في آب/أغسطس 2013 بسببِ إسهاماته الكبيرة والمتميّزة في كل المجالات.

## المنشورات
منشورات عبد الرحيم مدتر:
- الإمبريالية القومية في السودان.[6]
- حقوق الإنسان بين النظرية والتطبيق (دار الفكر العربي، بيروت عام 1968).
- تقليد حقوق الإنسان في الإسلام (المجلد الثالث في حقوق الإنسان والديانات الرئيسية في العالم.[7]
- الإسلام في السودان (دار اصالة، القاهرة عام 1998).
- الإسلام في أفريقيا (دار الفكر العربي، دمشق عام 2001).
- الفكر السياسي الغزالي: طبيعته وأهمية المعاصرة أهمية ثم غيرها من المقالات حولَ توابل الإسلام (الجامعة الدولية المستقلة بمولدوفا في ماليزيا عام 2011).

مقتطفات من استعراض بعض ما سبق ذكره من الكتب:
1. الكتابة عن تقليد حقوق الإنسان في الإسلام (كتاب صدر عام 2008). ذكرَ الدكتور مراد ويلفريد هوفمان ما يلي:

"... تُعدّ شخصية الدكتور عبد الرحيم شخصية بارزة في عرض مثل هذه المواضيع لما له من يد المعرفة في كل من الشرق والغرب هذا فضلا عن خلفيته الدبلوماسية بسبب عمله مع الأمم المتحدة في نيويورك ومنظمة اليونسكو في باريس فضلا عن الدول الإسكندنافية.